# Epimachus
Sfântul Epimachus, sau Epimah, (d. 251, Alexandria) a fost un martir creștin, ucis în timpul domniei împăratului Decius.
Conform legendei, Sfântul Epimachus era originar din Roma. Fiindcă a mărturisit că este creștin, a fost prins și silit de către autoritățile cetății Alexandria să se lepede de Cristos și să jertfească idolilor, dar el nu s-a lăsat convins. De aceea, Epimachus  a fost torturat și decapitat.
Sfintele moaște ale Sfântului Epimachus au fost aduse la mai întâi la Roma, iar în sec. al VIII-lea au fost mutate de regina Hildegard în mănăstirea benedictină din Kempten.

## Sărbători
- în calendarul ortodox: 9 mai, alături de Sfântul Gordian
- în calendarul romano-catolic: 31 octombrie

## Precizare
Sfinții mucenici Epimah și Gordian sunt pomeniți în Sinaxar în luna mai, ziua a noua. Sfinții  Epimah și Gordian, erau cu neamul din Roma dar fiindcă au mărturisit cu îndrăzneală pe Hristos, au fost prinși și siliți de către stăpânitorul cetății să se lepede de Hristos și să jertfească idolilor, dar ei nu s-au înduplecat; de aceea au fost chinuiți cu felurite chinuri, iar la sfârșit li s-au tăiat capetele și așa au luat cununile nevoinței. Soborul lor se săvârșește în biserica sfântului mucenic Stratonic.

## Izvor
Sinaxar